# Cornelia Sharpe
Cornelia Sharpe (* 3. Oktober 1947 in Selma, Alabama) ist eine US-amerikanische Schauspielerin.

## Leben und Leistungen
Sharpe arbeitete zeitweise als Model. Als Schauspielerin debütierte sie an der Seite von Raquel Welch und Jodie Foster in dem Filmdrama Round Up aus dem Jahr 1972. In Serpico (1973) übernahm sie an der Seite von Al Pacino eine größere Rolle; eine solche spielte sie auch in dem Actionthriller Open Season – Jagdzeit (1974) mit Peter Fonda.
In dem Actionthriller Öl (1976) spielte Sharpe eine Auftragsmörderin, die den von Sean Connery verkörperten arabischen Minister töten soll, sich aber in ihn verliebt. In dem Fernsehfilm Cover Girls (1977) übernahm sie eine der Hauptrollen. Die Hauptrolle einer Sicherheitsexpertin spielte sie in dem Actionfilm S+H+E: Security Hazards Expert (1980) neben Omar Sharif und Anita Ekberg. Seit Anfang der 1980er Jahre spielt sie nur noch kleine Nebenrollen wie in der SF-Actionkomödie Pluto Nash – Im Kampf gegen die Mondmafia aus dem Jahr 2002.
Sharpe heiratete den Filmproduzenten Martin Bregman, der den Film Öl produzierte.

## Filmografie (Auswahl)
- 1972: Round Up (Kansas City Bomber)
- 1973: Serpico
- 1974: Spur der Gewalt (Busting)
- 1974: Open Season – Jagdzeit (Open Season)
- 1974: Busting
- 1975: Die Reinkarnation des Peter Proud (The Reincarnation of Peter Proud)
- 1976: Öl (The Next Man)
- 1977: Cover Girls
- 1980: S+H+E: Security Hazards Expert
- 1981: Die schwarze Mamba (Venom)
- 2000: Table One
- 2002: Pluto Nash – Im Kampf gegen die Mondmafia
- 2008: Vote and Die: Liszt for President